# Takalonjärvi
Takalonjärvi eller Takalojärvi är en sjö i Finland. Den ligger i kommunen Kuusamo i landskapet Norra Österbotten, i den nordöstra delen av landet, 700 km norr om huvudstaden Helsingfors. Takalonjärvi ligger 254,1 meter över havet. Den är 8 meter djup. Arean är 65,3 hektar och strandlinjen är 4,92 kilometer lång. Sjön  ingår i Ijo älvs huvudavrinningsområde.   
I övrigt finns följande vid Takalonjärvi:
- Siikaluoma (en sjö)